# Luis Ruiz Sayago
Luis Ruiz Sayago (Huelva, Andalusia, 30 de juny de 1992) és un futbolista professional andalús que juga com a defensa pel CD Lugo.

## Carrera esportiva
Ruiz va acabar la seva formació al planter de l'Atlètic de Madrid i va debutar com a sènior a l'Atlètic de Madrid C a Tercera Divisió. On 5 agost 2013 he moved to CD Leganés, in Segona Divisió B.
Ruiz va jugar 28 partits durant la seva temporada de debut, en què els madrilenys varen ascendir a Segona Divisió després de deu anys d'absència, i hi va signar un nou contracte per un any el 7 juliol 2014.
El 24 d'agost de 2014 Ruiz va jugar el seu primer partit com a professional, com a titular en un 1–1 a casa contra el Deportivo Alavés. Va contribuir amb 20 aparicions durant la temporada 2015–16, en què l'equip va ascendir a La Liga per primer cop en la seva història.
El 2 d'agost 2016, com a agent lliure, Ruiz va signar contracte amb el Cadis CF, encara a segona divisió. El següent 28 de juny, després d'haver jugat poc, va marcar al CD Lugo, també de segona.